# St. Petrus Embrachertal

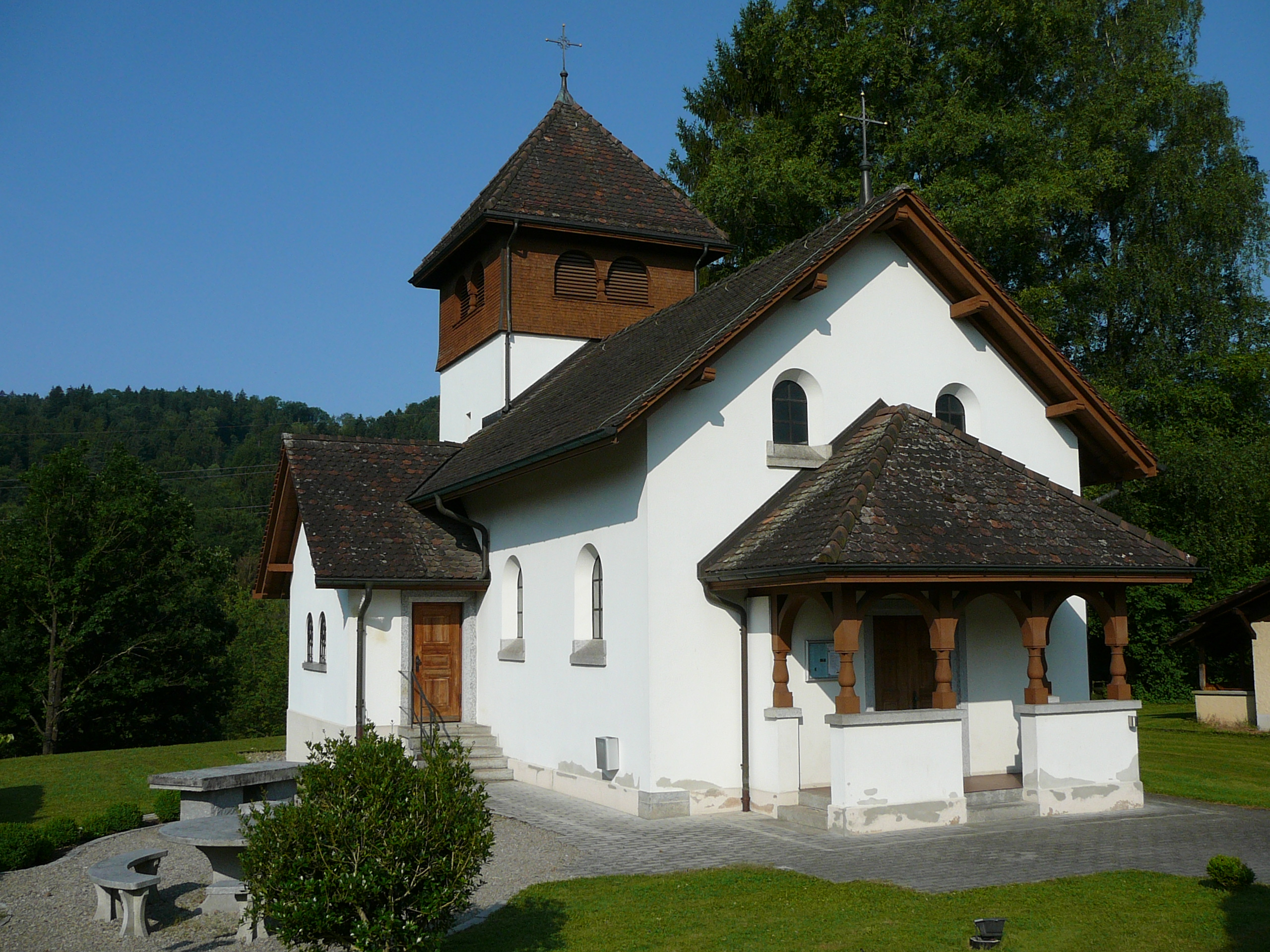
Kapelle St. Petrus an der Rheinstrasse von 1924

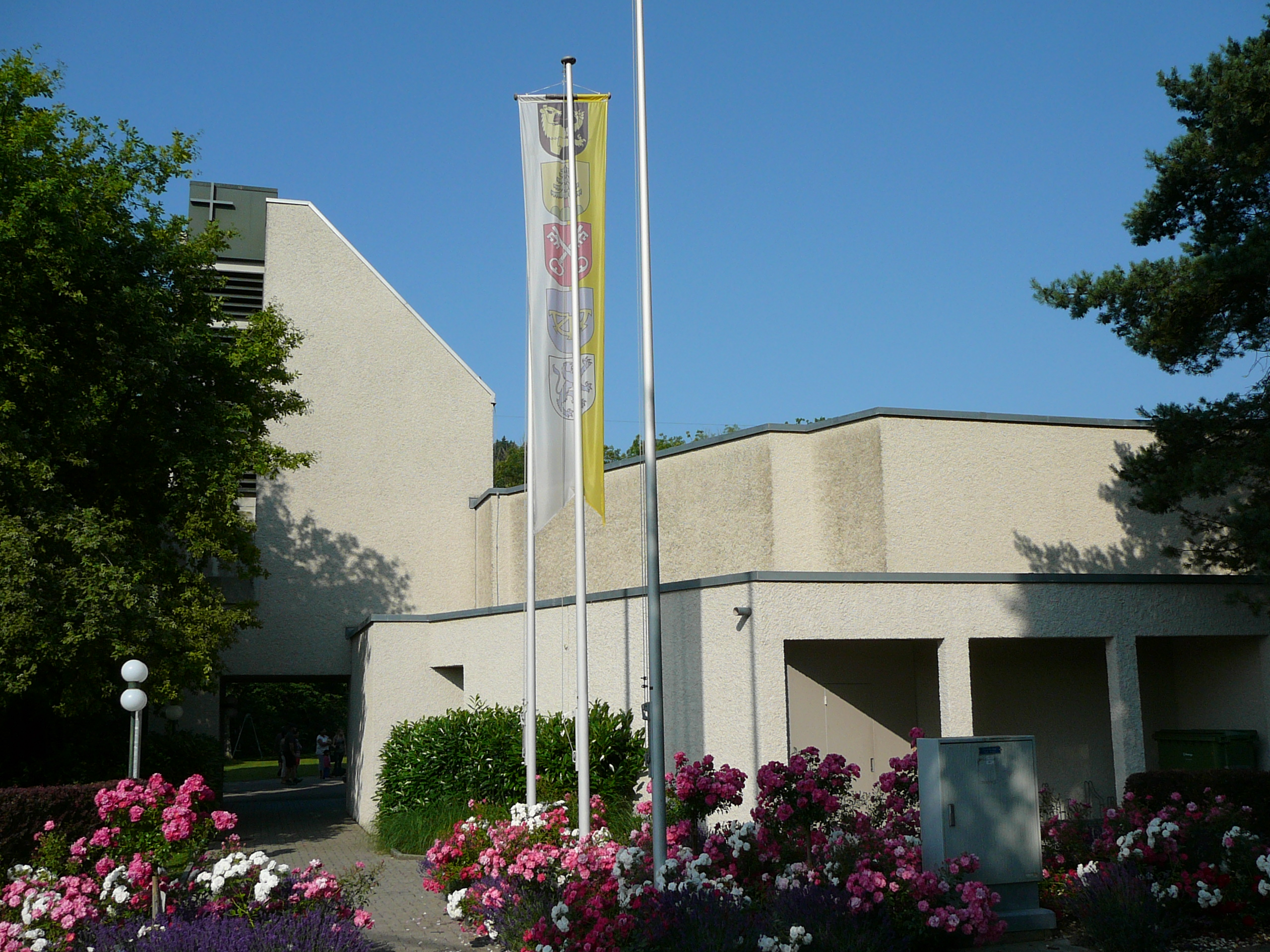
Kirche St. Petrus am Steinackerweg von 1980

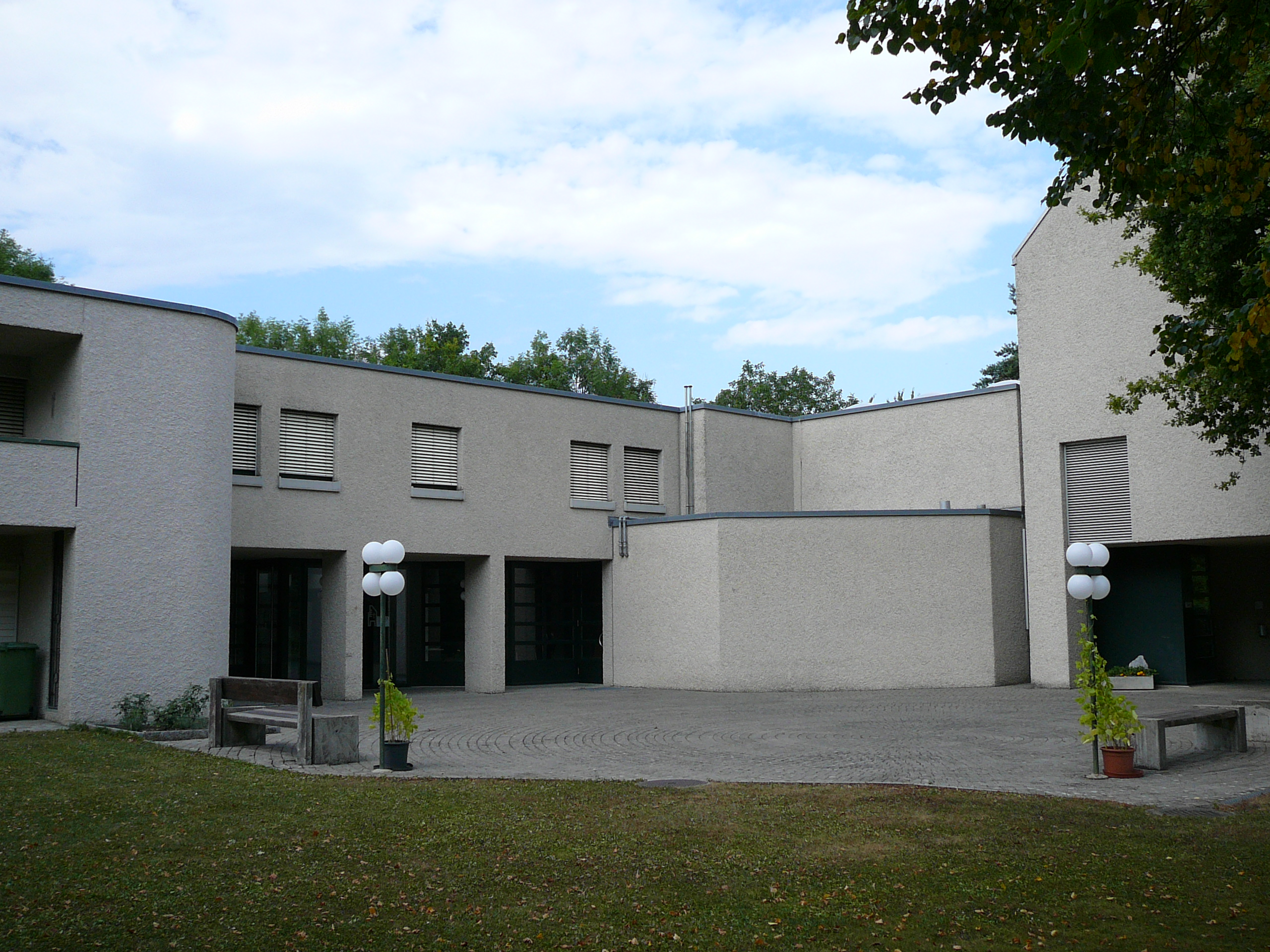
Kirche und Pfarreizentrum, Innenhof

Die Kirche St. Petrus ist eine römisch-katholische Pfarrkirche im Zürcher Unterland. Sie steht am Steinackerweg in Embrach. Die Kapelle St. Petrus war die erste Pfarrkirche in Embrach. Sie steht an der Rheinstrasse nahe dem Bahnhof von Embrach. Die Kirchgemeinde, zu der diese beiden Kirchgebäude gehören, ist für das ganze Embrachertal mit den Gemeinden Lufingen, Oberembrach, Embrach, Rorbas und Freienstein-Teufen zuständig.

## Geschichte

### Vorgeschichte und Namensgebung
Vom 11. Jahrhundert bis zur Reformation befand sich im Dorfkern von Embrach das Chorherrenstift St. Peter der Augustiner-Chorherren. Die dazugehörige Kirche hatte wohl schon vor der Gründung des Chorherrenstifts bestanden und war dem hl. Petrus geweiht. Aufgrund dieses Patroziniums sind im Wappen der politischen Gemeinde Embrach die beiden Schlüssel des hl. Petrus abgebildet, und deshalb hat die heutige katholische Pfarrei den hl. Petrus zum Kirchenpatron. Das Chorherrenstift wurde im Zuge der Reformation 1524 aufgelöst. Die gotische Stiftskirche wurde zur ersten reformierten Kirche von Embrach, die im Jahr 1778 jedoch zusammenstürzte und durch den Neubau der heutigen reformierten Kirche ersetzt wurde.
In der Zeit nach der Reformation bis zum Anfang des 19. Jahrhunderts waren katholische Gottesdienste im Kanton Zürich verboten. Das Toleranzedikt des Zürcher Regierungsrats vom 10. September 1807 erlaubte erstmals wieder eine katholische Gemeinde in Zürich. Das sog. Erste zürcherische Kirchengesetz im Jahr 1863 anerkannte die katholischen Kirchgemeinden neben Zürich auch in Winterthur, Dietikon und Rheinau (die letzten beiden waren traditionell katholisch geprägte Orte). Auf Grundlage des Vereinsrechts konnten daraufhin im ganzen Kanton katholische Niederlassungen gegründet werden. Mit Hilfe von Fördervereinigungen wie dem Piusverein (gegründet 1857) und der Katholischen Gesellschaft für inländische Mission (gegründet 1863) entstanden in den 1860er Jahren in kurzer Folge weitere Pfarreien im Kanton Zürich: Männedorf (1864), Gattikon-Thalwil/Langnau (1864), Horgen (1865), Pilgersteg-Rüti/Wald (1866), Wald und Bubikon (1873), Uster (1876), Langnau (1877), Rüti (1878), Wädenswil (1881), Bülach (1882), Wetzikon (1890), Bauma (1894), Adliswil (1894), Pfungen (1895), Dübendorf (1897) und Küsnacht (1901). So kam es, dass um 1900 im Kanton Zürich bereits 20 katholische Pfarreien existierten. Mit den beiden benachbarten katholischen Pfarreien von Bülach und Pfungen war Anfang des 20. Jahrhunderts eine gute Ausgangslage für die Seelsorge im Embrachertal geschaffen.
Im 19. Jahrhundert und in der ersten Hälfte des 20. Jahrhunderts waren die Katholiken im Kanton Zürich eine Minderheit. Der Kulturkampf hatte als Gegenbewegung den Ultramontanismus zur Folge. Um ihre Verbundenheit mit dem Papst in Rom auszudrücken, benannte die katholische Bevölkerung etliche Kirchen nach dem hl. Petrus und dem hl. Paulus, so zum Beispiel die beiden ältesten katholischen Kirchen in Zürich (St. Peter und Paul Zürich) und Winterthur (St. Peter und Paul Winterthur). Da die katholische Kirche in Embrach dem hl. Petrus gewidmet wurde, lag es nahe, die katholische Kirche in Dielsdorf, welche ebenfalls eine Tochterpfarrei der Dreifaltigkeitskirche in Bülach war, dem hl. Paulus zu widmen. Ein weiterer Bezug zwischen der Pfarrei Embrach und dem Pfarreigebiet im südöstlichen Teil des Zürcher Unterlandes ist der Umstand, dass Joseph Steiner, der Architekt der katholischen Kapelle von Embrach aus dem Jahr 1924, ein Jahr später in Niederhasli die vom Baustil her ähnliche Kapelle St. Christophorus errichtete.

### Entstehungs- und Baugeschichte

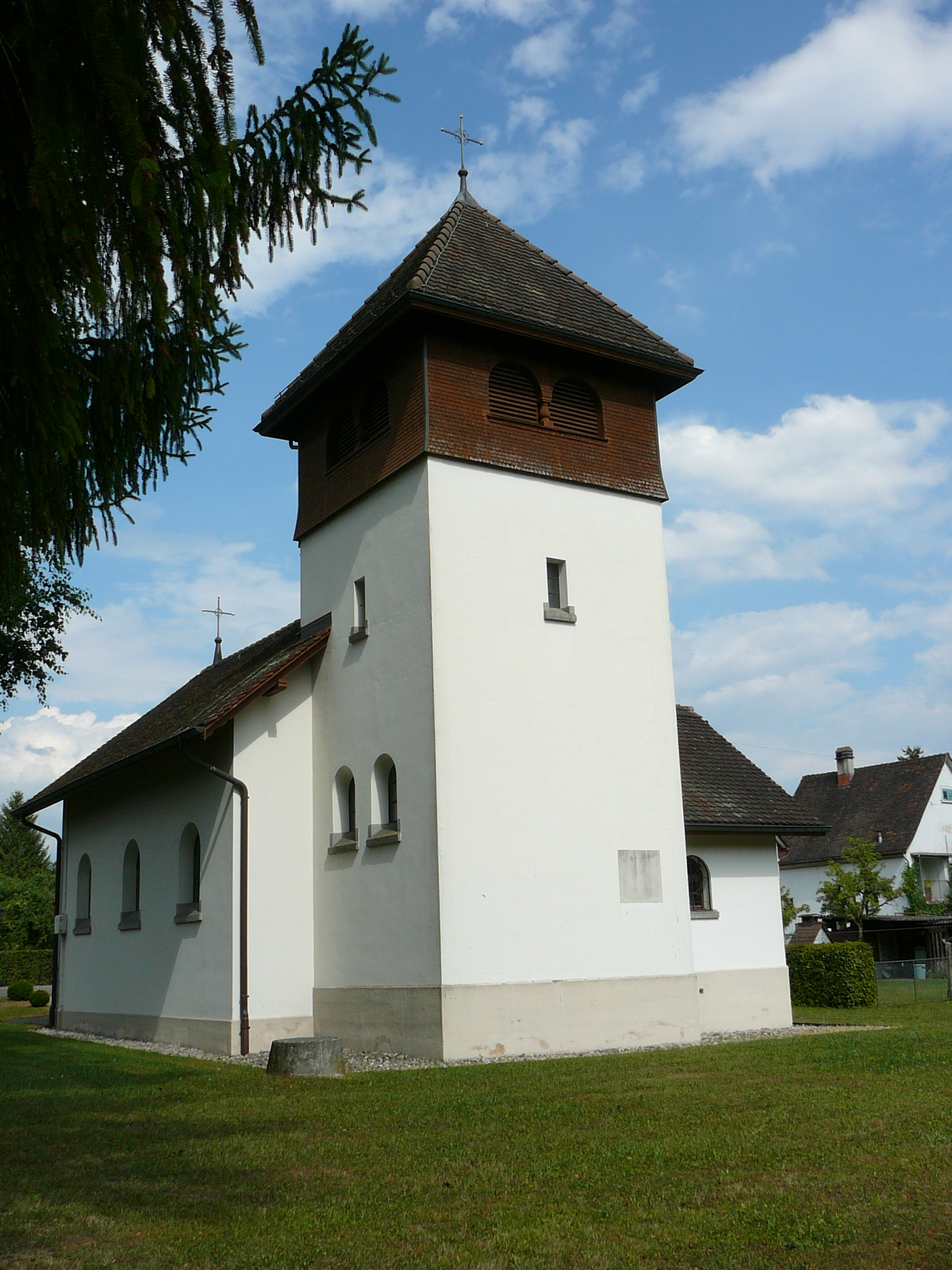
Kapelle St. Petrus, Ansicht von Westen

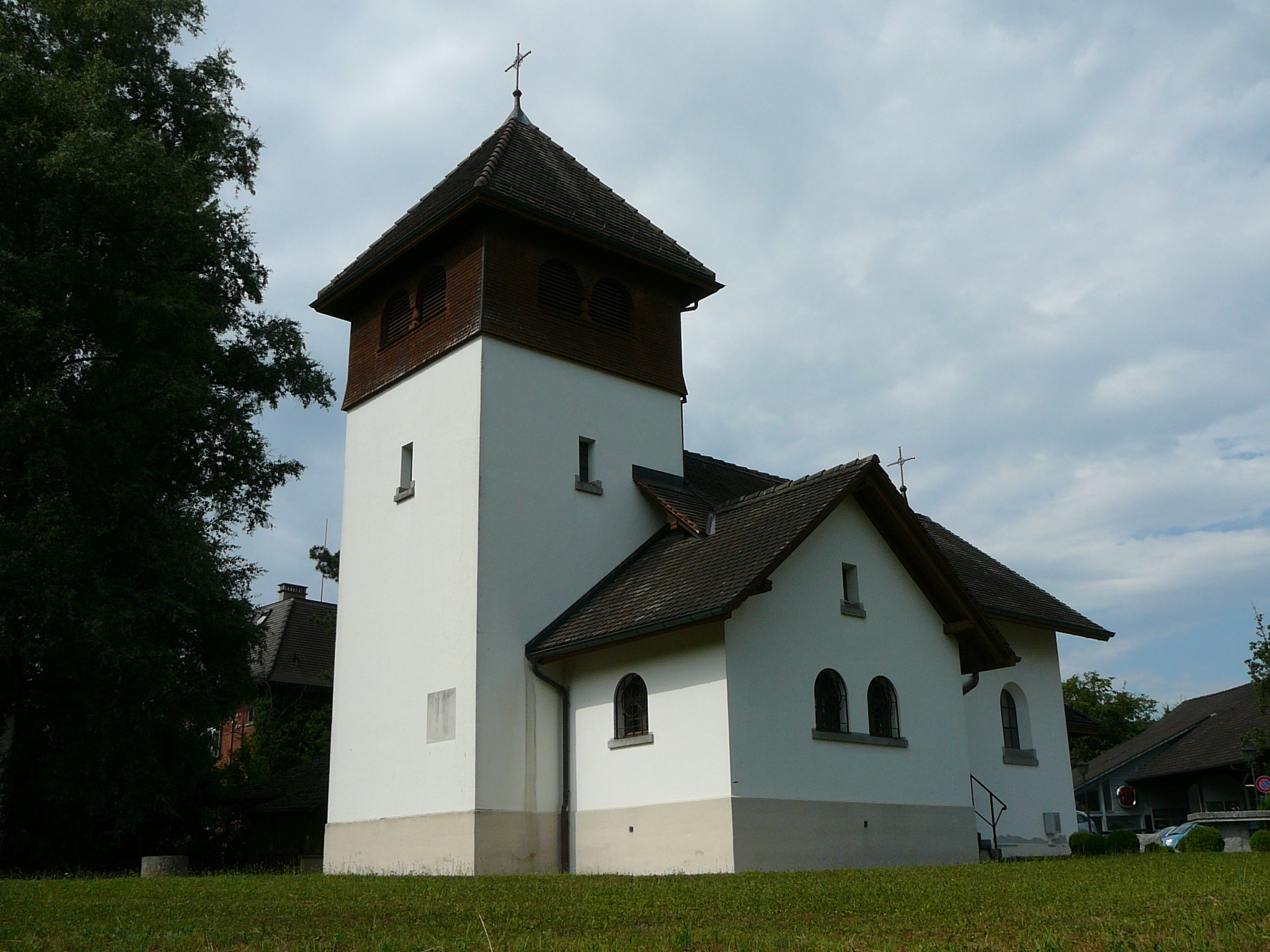
Ansicht von Süden

Im Zuge der Industrialisierung wurden im Embrachertal Fabriken erbaut, die von der Wasserkraft und von den Bodenschätzen im Tal, aber auch vom Strassen- und Eisenbahnbau profitierten. Aus der Ost- und der Innerschweiz zogen katholische Arbeiter mit ihren Familien ins Embrachertal. Bei der Gründung der Pfarrei Bülach im Jahr 1882 wurden die Katholiken des Embrachertals Bülach zugeteilt. Nach dem Bau der Dreifaltigkeitskirche Bülach im Jahr 1902 lenkte sich das Augenmerk der Pfarrei auf die Situation der katholischen Bevölkerung im industriereichen Embrachertal. So wurde 1905 der Katholische Männerverein Embrach gegründet, der in den folgenden Jahrzehnten die Entwicklung der katholischen Gemeinde im Embrachertal massgeblich förderte.
Einzelne Katholiken besuchten den sonntäglichen Gottesdienst in der Kirche St. Pirminius in Pfungen, wo seit 1905 eine katholische Kirche steht, die meisten Katholiken des Embrachertals gingen jedoch am Sonntag zu Fuss über den Dättenberg oder mit dem Zug (der aber nur morgens für den Hinweg zur Kirche verkehrte) durch den Eisenbahntunnel durch den Dättenberg nach Bülach in die Messe. Von Zeit zu Zeit wurde für die Katholiken von Embrach ab 1898 im Saal des Schulhauses Embrach ein Gottesdienst abgehalten. Der Religionsunterricht für die Kinder fand lange Zeit im Sekundarschulhaus Freienstein, später im Wartesaal des Bahnhofs Embrach-Rorbas statt.
Im August 1921 kaufte der katholische Männerverein das Land für den Bau der heutigen Kapelle St. Petrus an der Rheinstrasse. Mit Hilfe der Inländischen Mission und Kollektenpredigten der Geistlichen von der Pfarrei Bülach konnte in den folgenden Jahren das Geld für den Bau der Kapelle gesammelt werden. Am Auffahrtstag, dem 29. Mai 1924, erfolgte die Grundsteinlegung, und in den folgenden Monaten wurde die Kapelle St. Petrus nach Bauplänen des Architekten Joseph Steiner, Schwyz, erbaut. Am ersten Adventssonntag, dem 30. November 1924, wurde die Kapelle durch den Winterthurer Dekan Meyer eingeweiht. Betreut wurden die Katholiken im Embrachertal weiterhin durch die Pfarrei Bülach.
1958 wurde das Wohnhaus neben der Kapelle St. Petrus als zukünftiges Pfarrhaus erworben. Aufgrund der wachsenden katholischen Bevölkerung im Embrachertal wurde die Zahl der Gottesdienste in der Kapelle von anfänglich einem auf zwei (1953–1963), später auf drei, vier und seit 1970 auf fünf Gottesdienste (inkl. Vorabendgottesdienst am Samstagabend) erhöht. Im Jahr 1966 wurde das Embrachertal zu einem Pfarr-Vikariat und per 1. Januar 1967 zu einem Pfarr-Rektorat erhoben. 1966 erhielt das Embrachertal einen eigenen Priester, und es wurde ein Baufonds für die Errichtung einer grösseren Kirche gegründet. Weil das Areal der Kapelle St. Petrus zu eng gewesen wäre, kam der Bau einer neuen Kirche auf dem gleichen Areal nicht in Frage. Im Jahr 1972 konnte in der Nähe am Steinackerweg das Areal für den Bau des heutigen Pfarreizentrums erworben werden. Per Ostersonntag, den 14. April 1974, wurde St. Petrus Embrachertal vom Churer Bischof Johannes Vonderach zur Pfarrei erhoben und von Bülach abgetrennt.
Für die weiter wachsende Pfarrei wurde der Neubau einer Kirche samt Pfarreizentrum immer dringlicher. Grössere Gottesdienste wie die Erstkommunionsfeiern fanden von 1970 bis zum Bau der eigenen Kirche in der reformierten Kirche statt. Im Frühling 1976 fand ein Architekturwettbewerb statt, bei dem die Projekte Chuppe von Karl Higi sowie Horst von Robert Tanner und Felix Loetscher zur Weiterbearbeitung empfohlen wurden. Das Projekt von Tanner und Loetscher überzeugte schliesslich die Jury, sodass dieses zur Ausführung bestimmt wurde. Aus Kostengründen musste das Projekt jedoch reduziert werden, bevor es in den Jahren 1979–1980 gebaut wurde. Am 30. September 1979 wurde der Grundstein in den bereits erstellten Rohbau des Gebäudes gesetzt, und am 15. Juni 1980 wurde die Kirche von Bischof Johannes Vonderach eingeweiht. Da die Pfarrei weiter wuchs und deren Aktivitäten ausgebaut wurden, erweiterte man in den Jahren 2004–2005 das Pfarreizentrum nach Plänen des Architekten Walter Hollenstein durch weitere Säle und durch den Anbau eines Meditationsraums. Am 2./3. Juli 2005 wurde das erweiterte und sanierte Pfarreizentrum eingeweiht. Die Sanierung des Kirchenraums erfolgte in den Jahren 2018 bis 2019 durch den Architekten Urs Geiger und den Künstler Jörg Niederberger, der bereits die liturgische Ausstattung der Kirche St. Franziskus (Uetikon am See) gestaltet hatte.
Die Pfarrei St. Petrus Embrachertal ist mit ihren 4'183 Mitgliedern (Stand 2021) eine der mittelgrossen katholischen Kirchgemeinden des Kantons Zürich.

## Baubeschreibung der Kapelle St. Petrus

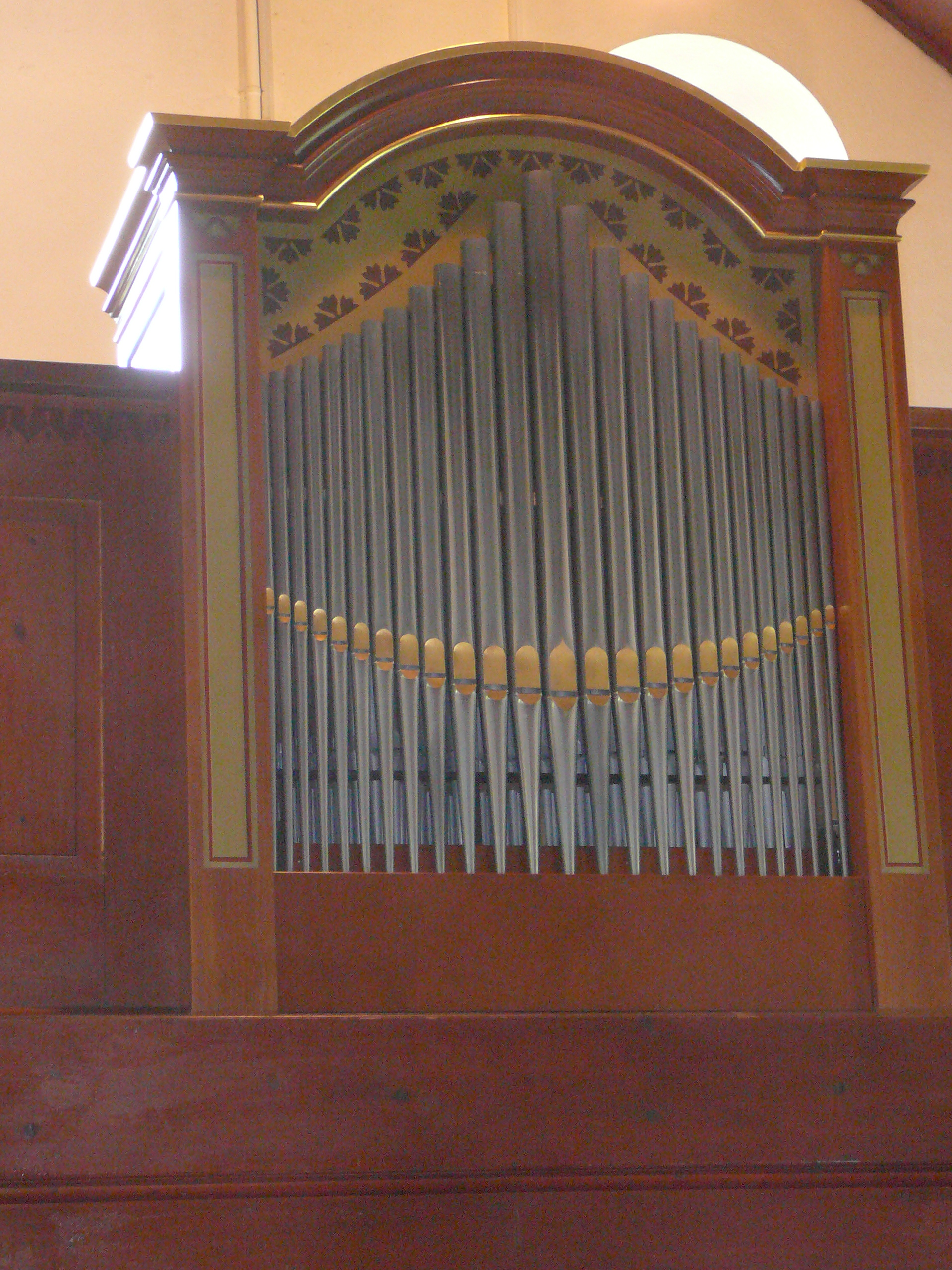
Kapelle, Gehäuse der Orgel von 1996

Die Kapelle St. Petrus ist eine neuromanische Kirche, die sich in ihrer Gestalt an Innerschweizer Kirchbauten anlehnt. Wegen des Verlaufs der Strasse ist der Chor der Kapelle nicht geostet, sondern zeigt in südwestliche Richtung. Die Kapelle ist ein einschiffiger Bau, der mit einem gerade abgeschlossenen, um drei Stufen erhöhten Chor abschliesst. An den Chor links angebaut ist eine Sakristei, die nach dem Bau der Kapelle während über 30 Jahren als Unterrichtslokal für die Kinder und als Beichtstuhl diente. Vorgebaut an die Kapelle, befindet sich gegen die Strasse hin eine kleine Vorhalle. Der Kirchturm baut sich über dem Chor der Kirche auf. Im Glockenstuhl befindet sich eine Glocke, die der damalige Bülacher Pfarrer Imholz an der Leipziger Messe erstanden hatte.
Im Innern der Kapelle befinden sich Fresken, die der Einsiedler Pater und Künstler Bernhard Flüeler (1882–1958) im Jahr 1928 geschaffen hat. Die Fresken stellen über dem Bogen zum Chor Szenen aus dem Leben des hl. Petrus dar. Die drei Fresken im Chor zeigen die Verehrung durch die Heiligen Drei Könige, Jesus am Kreuz und an der abschliessenden Chorwand Jesus als Pantokrator. Ein moderner Volksaltar samt Ambo und Taufstein, eine Muttergottes- und eine Jesusstatue sowie Kreuzwegbilder an den Seitenwänden des Kirchenschiffs runden die Innenausstattung der Kapelle ab.

### Orgel
Im Jahr 1996 erhielt die Kapelle eine Orgel, die sich auf der Orgelempore befindet. Es handelt sich um ein einmanualiges Instrument des Orgelbauers Stemmer, Zumikon, mit sieben Registern. Das Orgelgehäuse wurde in die bestehende Brüstung der Empore eingepasst und nimmt im oberen Abschluss die Deckengestaltung der Kirche auf. Die Disposition lautet wie folgt:
| Manual C–f3 |       |
| Principal   | 8′    |
| Bourdon     | 8′    |
| Rohrflöte   | 4′    |
| Flöte       | 4′    |
| Quinte      | 2 ⁄3′ |
| Principal   | 2′    |
| Quinte      | 1 ⁄3′ |

## Baubeschreibung des Pfarreizentrums St. Petrus

### Kirchturm und Äusseres

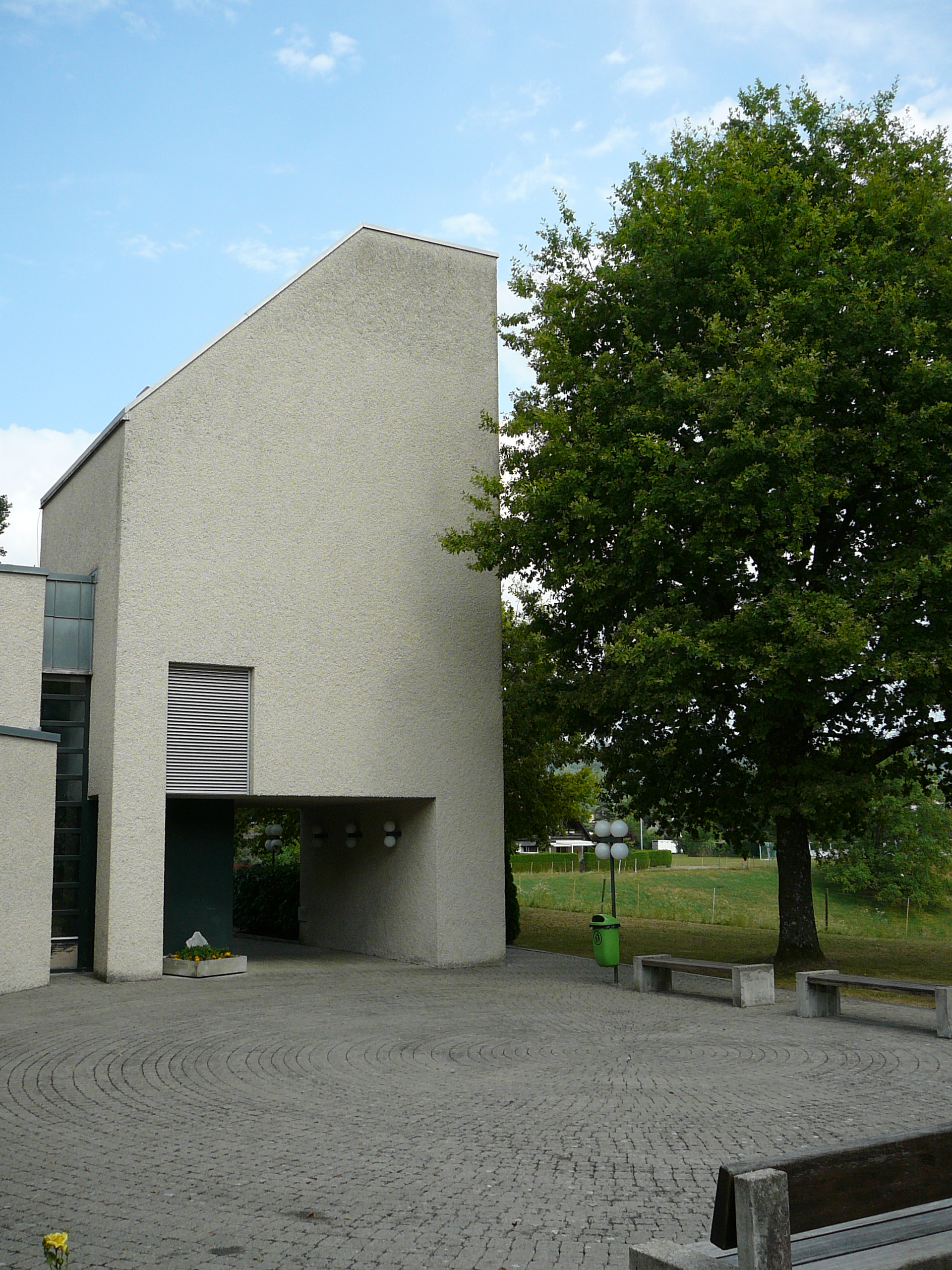
Kirche von 1980, Kirchturm

Vom Steinackerweg und von der Steinhaldenstrasse her wirkt das Pfarreizentrum trotz seiner Grösse etwas gedrungen und von der Farbgebung her dezent. Diese gestalterische Zurückhaltung kann durch zwei Fakten erklärt werden: Zum einen wollte man die im Diaspora-Gebiet erbaute Kirche bewusst dezent gestalten. Zum andern gerieten die Kirchen ab den 1960er Jahren generell unter Druck, weshalb man Kirchen ohne dominante Wirkung im Siedlungsbild bauen wollte. Gleichwohl besitzt die Kirche einen grossen, wenn auch nicht hohen Kirchturm, der mit seinem Kreuz anzeigt, dass es sich beim Gebäude um einen christlichen Bau handelt. Durch den Verzicht auf architektonische Dominanz erhielt der Kirchbau einen einladenden, Gemeinschaft stiftenden Charakter, was den Vorgaben des Zweiten Vatikanischen Konzils entsprach. Unter dem Turm hindurch gelangt man in einen Innenhof, von dem sich die drei Gebäudeteile erschliessen: das Pfarrhaus, das Pfarreizentrum und die Kirche.
Der Kirchturm beherbergt vier Glocken, die von der Glockengiesserei H. Rüetschi, Aarau, am 18. März 1980 gegossen wurden. Domherr Franz Stampfli weihte die Glocken am 10. Mai 1980, worauf sie von der Schuljugend in den Turm aufgezogen wurden.
| Nummer | Gewicht | Durchmesser | Ton | Widmung                 | Inschrift                                                         |
| ------ | ------- | ----------- | --- | ----------------------- | ----------------------------------------------------------------- |
| 1      | 1200 kg | 127 cm      | e   | Ave Maria               | Sehe ich bin die Magd des Herrn, mir geschehe wie Du gesagt.      |
| 2      | 620 kg  | 102 cm      | gis | hl. Johannes der Täufer | Eine Stimme ruft in der Wüste: Bereitet den Weg des Herrn.        |
| 3      | 350 kg  | 85 cm       | h   | hl. Petrus              | Du bist der Fels; auf diesem Felsen werde ich meine Kirche bauen. |
| 4      | 250 kg  | 76 cm       | cis | hl. Niklaus von Flüe    | Mein Herr und mein Gott, nimm mich mir und gib mich zu eigen Dir. |

### Innenraum und künstlerische Ausstattung

#### Ursprüngliche Ausstattung des Kirchenraumes
Dem Zeitgeist entsprechend, wurde die Kirche nicht für die ausschliessliche Nutzung als Gottesdienstraum gestaltet. Mit einer Schiebewand kann der Raum in eine Kapelle und in einen auch profan nutzbaren Saal getrennt werden. Die Kirche besitzt keine Bänke, sondern Stühle, welche sich im Halbkreis um den leicht erhöhten Altarraum gruppieren. Der ursprüngliche Altarbereich wurde von der Künstlerin Rosa Studer-Koch in Zusammenarbeit mit dem Architekten Felix Loetscher gestaltet. Die Künstlerin verwendete in der Kirche St. Petrus damals aktuelle Materialien, so z. B. für den Altar und den Ambo furniertes Holz und für den Boden des Kirchenraumes Spannteppich. Mit «Materialien der Zeit» wollte Rosa Studer-Koch einen Raum der Stille und der Geborgenheit" schaffen. Altar, Ambo und Taufstein bildeten ein Ensemble, das mit den Materialien furniertes Holz und weiss gestrichener Beton mit den Holzstühlen und den weissen Kirchenwänden korrespondierte. An der Backsteinwand hinter dem Altarbereich war der Tabernakel eingelassen, der aus der weiss gestrichenen Wand hervorragte und dadurch eine Jakobsleiter andeutete. An der seitlichen Wand hinter dem Altarraum befand sich ein Wandteppich, der nach einem Entwurf von Rosa Studer-Koch geschaffen wurde. In einem späteren Schritt wurde an der Frontwand hinter dem Altarbereich ein romanisierendes Kruzifix und an der Schrägwand neben dem Altarraum eine Pietà angebracht. An der Wand neben dem Beichtzimmer befand sich die Muttergottesstatue, die zusammen mit den liturgischen Geräten und dem Osterkerzenständer anlässlich der Einweihung der Kirche gespendet worden war. Die Kirche besitzt eine elektronische Orgel aus dem Jahr 1980.

#### Ausstattung des Kirchenraumes seit 2019
Am 22. Dezember 2019 wurde der neugestaltete Innenraum der Kirche St. Petrus eingesegnet. Der Grundriss mit der Anordnung des Altarraums an der Ostwand wurde beibehalten, die ursprüngliche liturgische Ausstattung wurde dagegen bis auf die Madonna, die Pietà, den Kreuzweg und den von Rosa Studer-Koch gestalteten Tabernakel ersetzt. Der Altartisch, der Ambo, das Wandkreuz der Osterkerzenleuchter mit dem Taufstein und die liturgischen Stühle bilden von der Materialität und der Formgebung eine Einheit. Hergestellt wurden sie in der Klosterschreinerei Engelberg nach Plänen von Jörg Niederberger, der auch das Farbkonzept des neugestalteten Kirchenraumes sowie das Glasfenster schuf. An der Wand hinter dem Altar ist das schlichte, gleichschenklige Kreuz angebracht, hinter dem ein leicht versetzter, gelb leuchtender Kreis an die aufgehende Sonne und damit auf die Auferstehung denken lässt, gleichzeitig aber auch an eine Hostie erinnert und damit auf die Feier der Eucharistie verweist. Der von Rosa Studer-Koch gestaltete Tabernakel der ursprünglichen liturgischen Ausstattung wurde vom Hauptkirchenraum in die neu geschaffene Andachtsnische auf der rechten Seite des Altarraumes versetzt. Diese ist als Kontrapunkt zum hell gehaltenen Hauptraum dunkelblau gestrichen. Der Tabernakel ist auch vom Hauptraum der Kirche aus zu sehen. Ein hell gehaltener, vertikaler Wandbereich, in dem der Tabernakel eingelassen ist, erinnert an die nicht mehr vorhandene Jakobsleiter der ursprünglichen Ausstattung, das Relief auf der Bronzetür des Tabernakels verweist auf die Transzendenz. In der Andachtsnische laden die Madonna und die Pietà zum Gebet ein. Auf der gegenüberliegenden Seite des Kirchenraumes, an der nördlichen Wand, ist der Kreuzweg angebracht, der in seiner ursprünglichen Gestaltung erhalten blieb, jedoch um eine fünfzehnte Station ergänzt wurde, die die Auferstehung Christi symbolisiert. Das neugeschaffene Glasfenster unterstreicht den liturgischen Charakter des Raumes, der dank der belassenen Trennwand nach wie vor auch profan nutzbar bleibt.

### Meditationsraum
Bei der Erweiterung des Pfarreizentrums im Jahr 2004 bis 2005 wurde an nördlich die Kirche auch ein Meditationsraum angebaut. Die Atmosphäre des Raumes wird durch das Licht geprägt, das durch Schächte von oben in den Raum hineinfällt. Der Zürcher Künstler Urs Kamm liess sich vom unterhalb des Pfarreizentrums fliessenden Bach inspirieren und malte drei Bilder, die biblische Texte mit dem Element Wasser aufweisen (Die Begegnung von Jesus mit der samaritischen Frau am Jakobsbrunnen, Der Gang Jesu auf dem Wasser und die Angst des Petrus unterzugehen, Die Fusswaschung im Anschluss an das letzte Abendmahl). Das Wandkreuz des Obwaldner Künstlers Alois Spichtig aus dem Jahr 2006 rundet die Gestaltung des Meditationsraums ab. Das Kreuz besteht aus Buchenholz und Granit und gibt dem Raum zusammen mit den biblischen Texten auf den blauen Bildern seine christliche Prägung.